# Cá heo sông Hằng và sông Ấn
Cá heo sông Hằng (danh pháp khoa học: Platanista gangetica gangetica) và Platanista gangetica minor (tên tiếng Anh: Cá heo sông Ấn) là hai phân loài của cá heo sông nước ngọt sống ở Bangladesh, Ấn Độ, Nepal và Pakistan. được gọi chung là cá heo sông Nam Á. Cá heo sông Hằng chủ yếu tìm thấy ở sông Hằng và sông Brahmaputra và các chi lưu của chúng ở Ấn Độ, Bangladesh và Nepal còn cá heo sông Ấn chỉ có ở các nhánh sông của sông Ấn ở Pakistan. Từ thập niên 1970 đến 1998, chúng đã được xem là các loài riêng biệt, tuy nhiên, năm 1998, người ta đã phân loại chúng từ hai loài riêng biệt thành các phân loài của một loài. Tuy nhiên, các nghiên cứu gần đây hơn về gen, thời gian phân kỳ và cấu trúc hộp sọ cho thấy cả hai đều là các loài riêng biệt. Hóa thạch sớm nhất được xác định là thuộc loài này chỉ có niên đại 12.000 năm tuổi.
|  |

## Phân bố
Cá heo sông Nam Á sống tại các thống sông nước ngọt ở Nepal, Ấn Độ, Bangladesh và Pakistan. Chúng có thể được tìm thấy phổ biến nhất trong vùng nước có lượng con mồi dồi dào và tốc độ dòng chảy giảm.
Chúng được tìm thấy ở các khu vực nước chảy chậm và có sự phong phú về nguồn thức ăn.
Phân loài cá heo sông Hằng (P. g. gangetica) được tìm thấy dọc theo hệ thống sông Hằng-Brahmaputra-Meghna và Karnaphuli-Sangu của Bangladesh và Ấn Độ, từng mở rộng lên tận Nepal. Một quần thể nhỏ vẫn được tìm thấy trên sông Ghaghara và sông Kosi.
Phân loài cá heo sông Ấn (P. m. minor) được tìm thấy ở khu vực sông giữa Sukkur và đập Guddu, tỉnh Sind, Pakistan. Ngoài ra, quần thể nhỏ cá heo cũng đã được ghi nhận thuộc nhánh sông Ấn thuộc tỉnh Punjab và tỉnh Khyber Pakhtunkhwa.

## Mô tả
Cá heo Nam Á có đặc điểm như những loài cá heo sông khác là mũi dài và nhọn. Răng nhỏ, mỏng và cong nhưng khi trưởng thành thì nó vuông và thẳng hơn. Chiều dài của chúng khoảng 2-2,2 m ở con đực và 2,4-2,6 m ở con cái.

## Tên khác
- Cả hai phân loài: Cá heo sông Nam Á, Cá heo sông mù, Cá heo bơi một bên cá heo Susu.
- Cá heo sông Hằng: Cá heo sông Hằng, Ganges Susu, Shushuk
- Cá heo sông Ấn: Bhulan, Indus Dolphin, Indus blind dolphin

## Hình ảnh

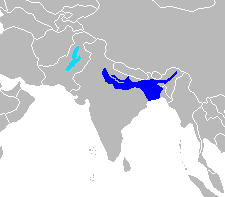
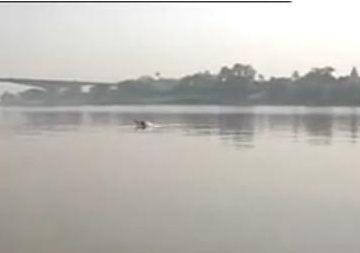
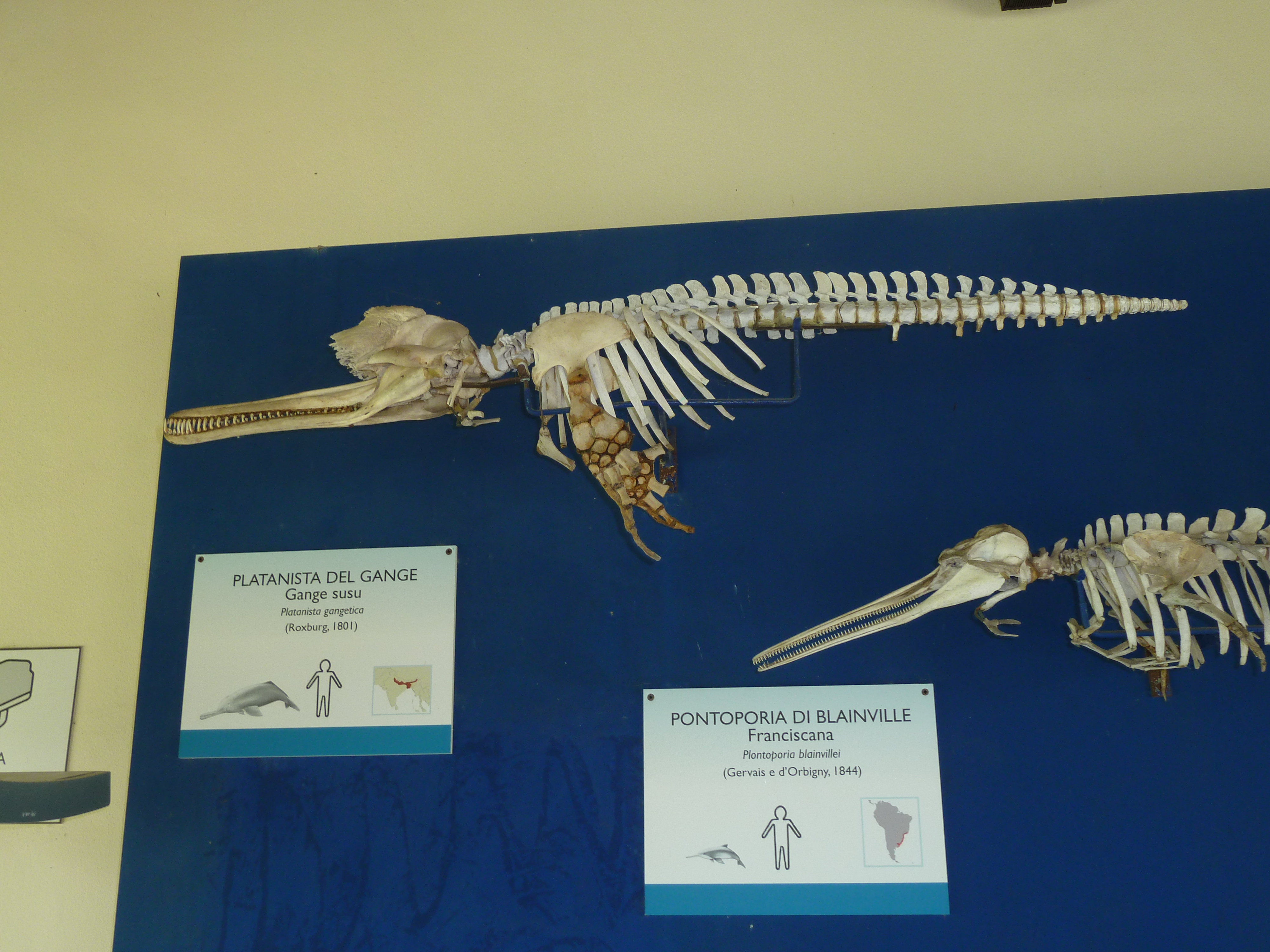